# Kruisdagen
De kruisdagen zijn in de Katholieke Kerk de maandag, dinsdag en woensdag voor Hemelvaartsdag. Deze dagen vormen samen met 25 april, het feest van de Evangelist Marcus dagen waarop men met een bidprocessie en litanie smeekt om zegen over de vruchten van de aarde.

## Oorsprong
Rond 470 werden ze door Mamertus, bisschop van Vienne ingevoerd. Er werd een bidprocessie gehouden om Gods hulp af te smeken tegen rampen en nood, waar Zuid-Frankrijk in die tijd veel door geteisterd werd. Sinds de 9e eeuw vond de processie ook plaats in Rome, maar pas tegen het einde van de middeleeuwen werd zij voor de gehele Kerk overgenomen. De vasten die oorspronkelijk aan deze dagen verbonden was, nam men niet over omdat in de Paastijd geen vasten was toegestaan. Behalve tegen rampen wordt er op de kruisdagen gebeden om zegen over de vruchten van de aarde.

## Naamgeving
In het Latijn worden de kruisdagen de rogationes minores of litaniae minores (kleine litanie) genoemd, om ze te onderscheiden van de litaniae maiores (grote litanie) op het feest van Sint-Marcus op 25 april, die eveneens bedoeld zijn om Gods zegen te vragen over de vruchten van de aarde.
De Nederlandse benaming kruisdagen is waarschijnlijk ontleend aan de gewoonte om op deze dagen een processie te houden door velden en akkers, waarbij de priester een kruis meedroeg.

## In deTridentijnse liturgie
De kruisdagen komen voor tot in het laatste Romeins missaal volgens de Tridentijnse ritus uit 1962.

## In de protestantse liturgie
Waarschijnlijk liggen de kruisdagen alsmede de verwante quatertemperdagen ten grondslag aan de protestantse Biddag en Dankdag voor Gewas en Arbeid.

## In de Rooms-katholieke liturgie van na Vaticanum II
Bij de liturgiehervorming van 1969 werd het aan de lokale bisschoppenconferenties overgelaten om deze dagen te regelen. In 2005 vestigden de Nederlandse bisschoppen, in navolging van onder andere hun Duitse, Oostenrijkse en Luxemburgse collega's, opnieuw de aandacht op de mogelijkheid om de kruisdagen voorafgaand aan Hemelvaart te vieren. Bij die gelegenheid brachten zij tevens een mogelijkheid naar voren om de quatertemperdagen te vieren, die vanouds ook met gebed en gewas verbonden zijn. De Kruisdag verbonden aan het feest van de Sint-Marcus (25 april) is na de liturgiehervorming van 1969 van de liturgische kalender geschrapt.

## Trivia
De kruisdagen worden dikwijls in één adem genoemd met de quatertemperdagen. In tegenstelling tot de quatertemperdagen zijn de kruisdagen echter geen dagen van vasten omdat deze in de paastijd vallen.